# Feliciano Vicente Faraldo
Feliciano Vicente Faraldo y Pérez (Betanzos, 13 de septiembre de 1785 - Santiago de Compostela, mayo de 1842) fue un notario, escribano y político absolutista gallego. Su vida estuvo marcada por su apoyo a la monarquía absolutista de Fernando VII y su implicación en los conflictos políticos de la primera mitad del siglo XIX en España. Es también conocido por ser el padre de Antolín Faraldo, una de las figuras del galleguismo.

## Biografía

### Primeros años y familia
Feliciano Vicente Faraldo nació en la parroquia de San Martín de Tiobre, en Betanzos, y fue bautizado el 13 de septiembre de 1785. Fue hijo de Baltasar Faraldo y Silvestra Pérez. Desarrolló su carrera profesional como escribano y notario en su ciudad natal.
Contrajo matrimonio con Francisca Asorey y Canda, quien provenía de una familia noble de Betanzos. Tuvieron varios hijos que se dedicaron a diferentes campos: Tiburcio Faraldo, el mayor, fue periodista, escritor y miembro del cuerpo consular, falleciendo en Shanghái; José Faraldo fue un jurista que murió en Madrid; y Antolín Faraldo fue un sociólogo y escritor del galleguismo. Tuvieron también una hija, Socorro, nacida en 1833.

### Actividad durante la Guerra de la Independencia y el Sexenio Absolutista
Desde joven, Faraldo se implicó en la vida pública. Durante la Guerra de la Independencia española, ocupó una serie de cargos municipales y militares. Sirvió como oficial en la secretaría de la Junta Permanente de Gobierno, fue diputado del común, síndico personero, juez de la jurisdicción de Villamorel y secretario interino del Ayuntamiento. En el ámbito militar, ostentó los rangos de subteniente de la Milicia Honrada de la ciudad y capitán de Alarma, y ejerció como juez de policía durante el conflicto.
Con la restauración del absolutismo de Fernando VII en 1814, Faraldo se consolidó como una figura de confianza del nuevo régimen. En 1815, se opuso al pronunciamiento liderado por el mariscal Juan Díaz Porlier. Según consta en documentos de la época, Faraldo contribuyó con su persona y bienes para dar la alarma en la provincia y deshacer al rebelde. Tras el fracaso del levantamiento y la ejecución de Porlier, Faraldo fue designado como custodio de su viuda, Josefa Queipo de Llano, mientras esta permanecía recluida en Betanzos.

### Persecución durante el Trienio Liberal
La llegada del Trienio Liberal supuso un cambio en su vida. Considerado un declarado enemigo de la constitución, fue objeto de persecución por parte de las nuevas autoridades. En la noche del 29 al 30 de abril de 1821, fue arrestado en su domicilio por orden del alcalde constitucional de Betanzos, en una acción que el propio Faraldo describiría como un acto de despotismo y arbitrariedad.
El 9 de mayo, fue conducido al Castillo de San Antón en La Coruña junto a otros cuarenta y un realistas gallegos. El grupo fue deportado a las Islas Canarias y confinado en Santa Cruz de Tenerife. La razón oficial para su deportación, según el jefe político de Galicia, era su manifiesta oposición y desafección al sistema constitucional, así como su asistencia a juntas clandestinas y la difusión de máximas contrarias al régimen. Faraldo, sin embargo, escribió que consideraba un honor haber sufrido dicha persecución, viéndose a sí mismo como una inocente víctima de la perversidad humana. Regresó a su hogar el 16 de octubre de 1821, pero su situación no mejoró, siendo nuevamente encarcelado tiempo después. Las fuentes también registran una segunda deportación en 1823 a la isla de La Palma.

### Restauración absolutista y cargos posteriores
Con el fin del Trienio Liberal y la restauración del absolutismo en 1823 (periodo conocido como la Década Ominosa), la lealtad de Faraldo fue ampliamente recompensada. Por Real Decreto del 14 de diciembre de 1823, el rey Fernando VII le concedió el Escudo de Distinción por sus padecimientos. El Ayuntamiento de Betanzos, ahora nuevamente bajo control absolutista, emitió un certificado el 11 de octubre de 1823 que lo ensalzaba como una de las ilustres víctimas deportadas, destacando su constancia y lealtad. En 1825, el mismo ayuntamiento lo propuso para ser capitán del batallón de voluntarios realistas que se organizaba en la ciudad.

### Etapa final en Santiago de Compostela

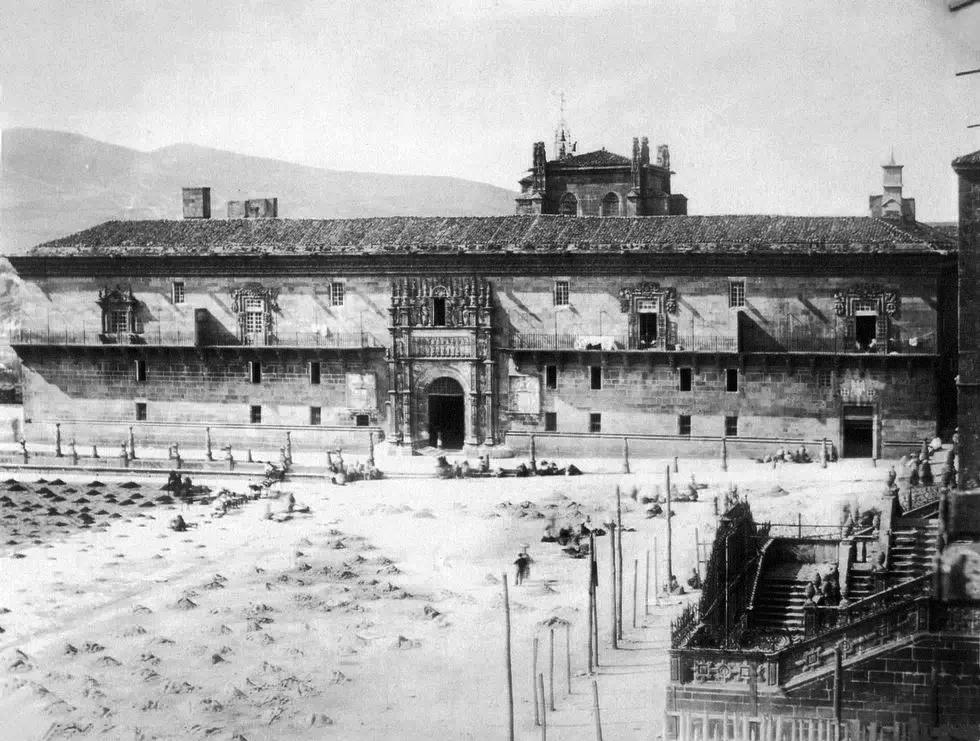
Hospital de los Reyes Católicos.

En 1832, la familia Faraldo se trasladó a Santiago de Compostela. En reconocimiento a sus méritos, aptitud y buenas prendas, el monarca lo nombró secretario contador del Hospital de los Reyes Católicos. La familia estableció su residencia en el propio hospital, donde nació su hija Socorro un año más tarde.
Su apoyo a la causa carlista durante la primera guerra carlista le acarreó nuevos problemas. En 1834, fue confinado en Betanzos, una medida que no fue levantada hasta 1838. En octubre de 1839, fue nuevamente detenido, esta vez en El Ferrol, e imputado por el fiscal militar en una causa por conspiración e infidencia. A petición del propio Faraldo, se solicitó un informe de conducta al Ayuntamiento de Betanzos, que para entonces estaba en manos de progresistas. La respuesta del consistorio, fechada el 8 de noviembre de 1839, fue demoledora. El informe, lo describía como un hombre de conducta política la más depravada, acusándolo de perseguir a sus convecinos con denuncias falsas y de ser el presidente de las juntas carlistas.
Tras el triunfo de la revolución progresista de 1840, la nueva Junta de Gobierno Provisional de Santiago de Compostela lo destituyó de su puesto en el Hospital Real el 8 de octubre de ese año. Esta decisión, impulsada por líderes progresistas que eran padrinos políticos de su hijo Antolín, creó una notable tensión familiar y lo dejó en una situación económica muy difícil.
Ya viudo, pasó sus últimos años residiendo en Santiago de Compostela. Falleció en mayo de 1842, cerca de cumplir los cincuenta y siete años, a consecuencia de un accidente de caballo. Fue sepultado en el cementerio del Hospital.

## Legado
A pesar de su controvertida figura política, su reputación profesional fue defendida tras su muerte. A petición de su hijo mayor, se abrió una investigación póstuma que concluyó que Feliciano Vicente Faraldo fue fiel, legal y de confianza en todas sus operaciones como escribano de su Majestad, rehabilitando su honor como notario. Su figura representa la de los realistas fervientes que sufrieron persecución durante los periodos liberales y fueron exaltados durante la restauración del absolutismo.